# Georg Philipp Telemann
Georg Philipp Telemann (ur. 14 marca?/24 marca 1681 w Magdeburgu, zm. 25 czerwca 1767 w Hamburgu) – niemiecki kompozytor okresu baroku.
Georg Philipp Telemann urodził się 14 marca 1681 według obowiązującego wówczas w Magdeburgu kalendarza juliańskiego (kalendarz gregoriański został tam przyjęty dopiero w roku 1700). W 1685 zmarł jego ojciec. Muzyką zaczął się interesować w wieku 10 lat, a w wieku 12 lat napisał pierwszą operę. Jednak jego talent nie był akceptowany przez rodzinę, która chciała, by zdobył bardziej lukratywny zawód. Jego matka skonfiskowała mu wszystkie instrumenty i w 1693 wysłała do szkoły w Zellerfeld, gdzie uczył się do 1698. Superintendent tej szkoły zaakceptował talent muzyczny swego ucznia i Telemann nadal komponował muzykę i na własną rękę rozszerzał swe umiejętności muzyczne. W czasie, gdy kontynuował naukę w Gymnasium Andreanum w Hildesheim, był już multiinstrumentalistą, który niemal wyłącznie sam nauczył się gry na flecie prostym i flecie poprzecznym, szałamai, oboju, puzonie, organach i klawesynie, skrzypcach, violi da gamba i kontrabasie.
Od 1701 studiował prawo na uniwersytecie w Lipsku. W mieście tym pracował też jako organista. Po studiach przebywał w różnych miastach w Niemczech, a także w Żarach na Łużycach, gdzie miał okazję poznać muzykę ludową.
W 1702 został dyrektorem muzycznym opery w Lipsku. W 1704 objął stanowisko organisty przy Nowym Kościele (obecnie kościół św. Mateusza) w Lipsku, gdzie założył Collegium Musicum dla młodzieży studenckiej. W 1705 został kapelmistrzem hrabiów Promnitz. Podczas pobytu w Żarach oraz w Pszczynie i Krakowie Telemann poznał polską muzykę ludową, która stała się inspiracją jego wielu awangardowych kompozycji instrumentalnych. Od 1708 był kapelmistrzem na dworze w Eisenach (gdzie zaprzyjaźnił się z Johannem Bernhardem Bachem i z działającym w niedalekim Weimarze Johannem Sebastianem Bachem), od 1712 we Frankfurcie n. Menem; od 1721 był kantorem i dyrygentem muzyki kościelnej w Hamburgu.

## Telemann w Hamburgu
Telemann był jednym z najważniejszych kompozytorów operowych epoki późnego baroku. Dziś jego opery wykonywane są rzadko. Działał przez wiele lat w Hamburgu w Theather am Gänsemarkt, gdzie zaczęła się jego sława. Najważniejszym kompozytorem wówczas w Hamburgu był Reinhard Keiser. Telemann i Keiser konkurowali ze sobą. Gdy Keiser wyjechał na dłużej do Italii, po powrocie zastał już Telemanna w glorii największego kompozytora operowego w Hamburgu.

## Telemann a Händel
W 1701 roku Telemann poznał w Hamburgu młodego Händla. Zaprzyjaźnił się z nim i utrzymywał kontakt do końca życia Händla (1759). Ich korespondencja (Telemann pisał potem do Londynu, gdzie od 1714 roku stale przebywał Händel, a ten mu odpisywał) jest bardzo interesującym źródłem do badań kultury muzycznej późnego baroku. Obaj bardzo cenili nawzajem swój talent. W ich muzyce widać wyraźnie liczne wzajemne zapożyczenia, które prawdopodobnie sami sobie proponowali. Händel mawiał o Telemannie, że jest on „człowiekiem, który potrafi napisać motet na cztery głosy w krótszym czasie, niż większość ludzi byłaby w stanie napisać list”. Krytyce muzycznej w Hamburgu ton nadawał inny przyjaciel Händla, Johann Mattheson, z którym również Telemann był w dobrych stosunkach, jako że Mattheson uważał Telemanna za największego geniusza muzyki niemieckiej po Hassem i Händlu.

## Telemann i Polska

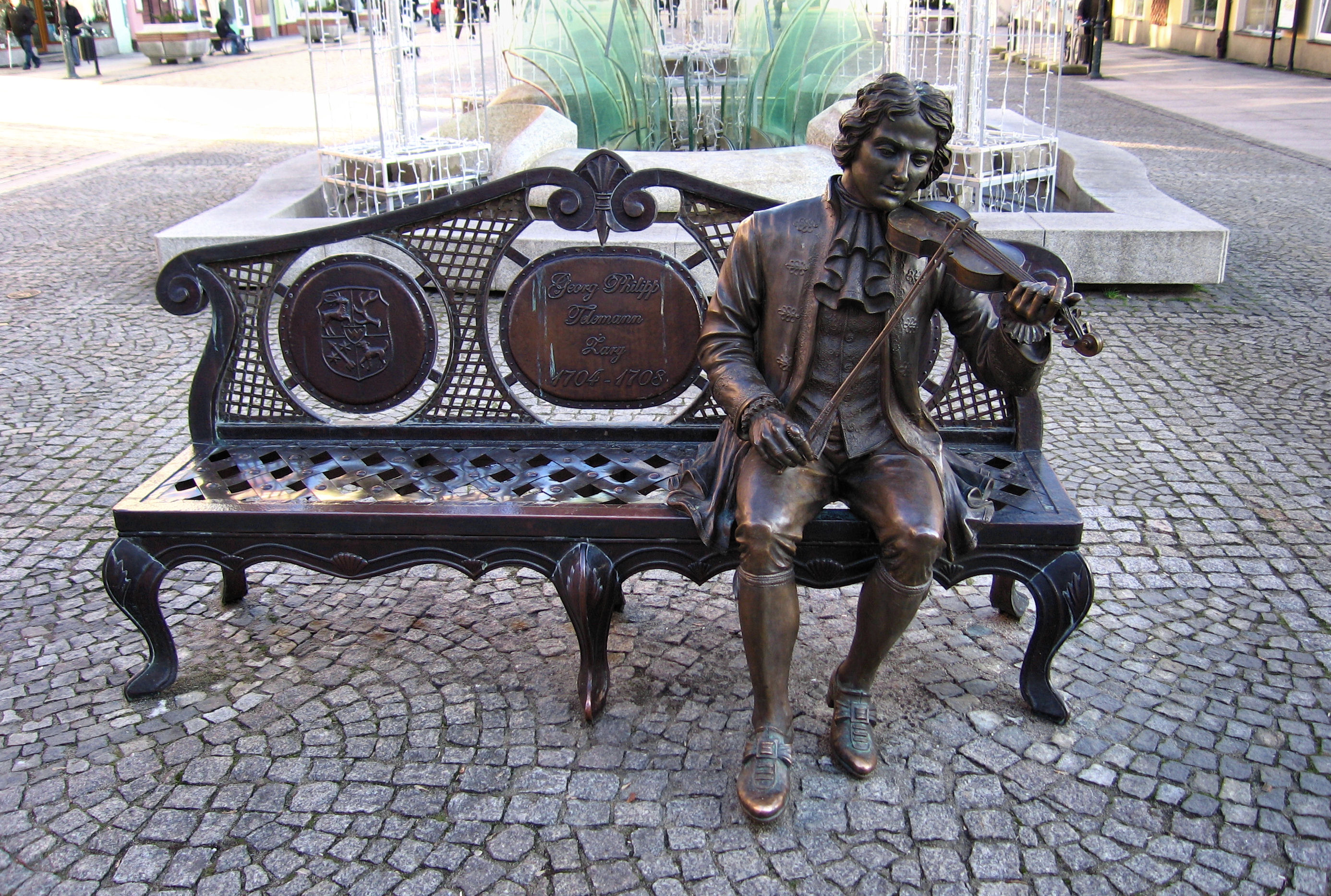
Ławeczka G.F. Telemanna w Żarach

W latach 1704–1708 Telemann przebywał na dworze hr. Promnitza (dworzanina Augusta II, króla polskiego) w Żarach jako muzyk nadworny i kapelmistrz. Objął to stanowisko po 63-letnim Wolfgangu Kasparze Prinzu. W miesiącach letnich bywał częstym gościem w Pszczynie. Żarski dwór Promnitza uchodził za jeden z najświetniejszych sasko-polskich dworów magnackich. Panował tam przepych i ceremoniał. Niemal bez przerwy gościły włoskie i francuskie zespoły operowo–baletowe. Promnitz utrzymywał stałą kapelę, składającą się z muzyków polskich, czeskich i niemieckich.
Kompozytor – podczas pobytu w Żarach i Pszczynie, a potem w trakcie podróży po kraju (Kraków, Warszawa) – zetknął się z muzyką polską, zarówno taneczną dworską, jak i ludową. Stylistyczne nawiązania do polskiej muzyki ludowej obecne są w wielu napisanych przez Telemanna utworach: sonatach skrzypcowych, Suicie polskiej Partie polonaise, tzw. Koncertach polskich na czworo skrzypiec (nietypowa obsada jest nawiązaniem do składu polskich kapel skrzypcowych), czy sześciu Partitach (suitach) "alla polacca" na skrzypce, flet traverso i basso continuo.

## Telemann a Bach
Telemann znał również Bacha, gdyż w późnych latach trzydziestych odwiedził Lipsk, gdzie założył Towarzystwo Telemanna (Telemanns Gesellschaft), organizujące cotygodniowe koncerty. Należeli do niego wszyscy kompozytorzy lipscy i wielu z innych miast. Telemann jako dyrektor towarzystwa uczynił Lipsk drugą stolicą muzyczną XVIII-wiecznych Niemiec.
Był znany również w Paryżu, gdzie wydał 8 Kwartetów paryskich (Pariser Quartette), w których doszukać się można wątków muzycznych opartych na śląskich tańcach. Od czasów Georga Muffata był pierwszym kompozytorem niemieckim docenionym w stolicy Francji. W jego ślady poszedł później m.in. Johann Adolf Hasse.

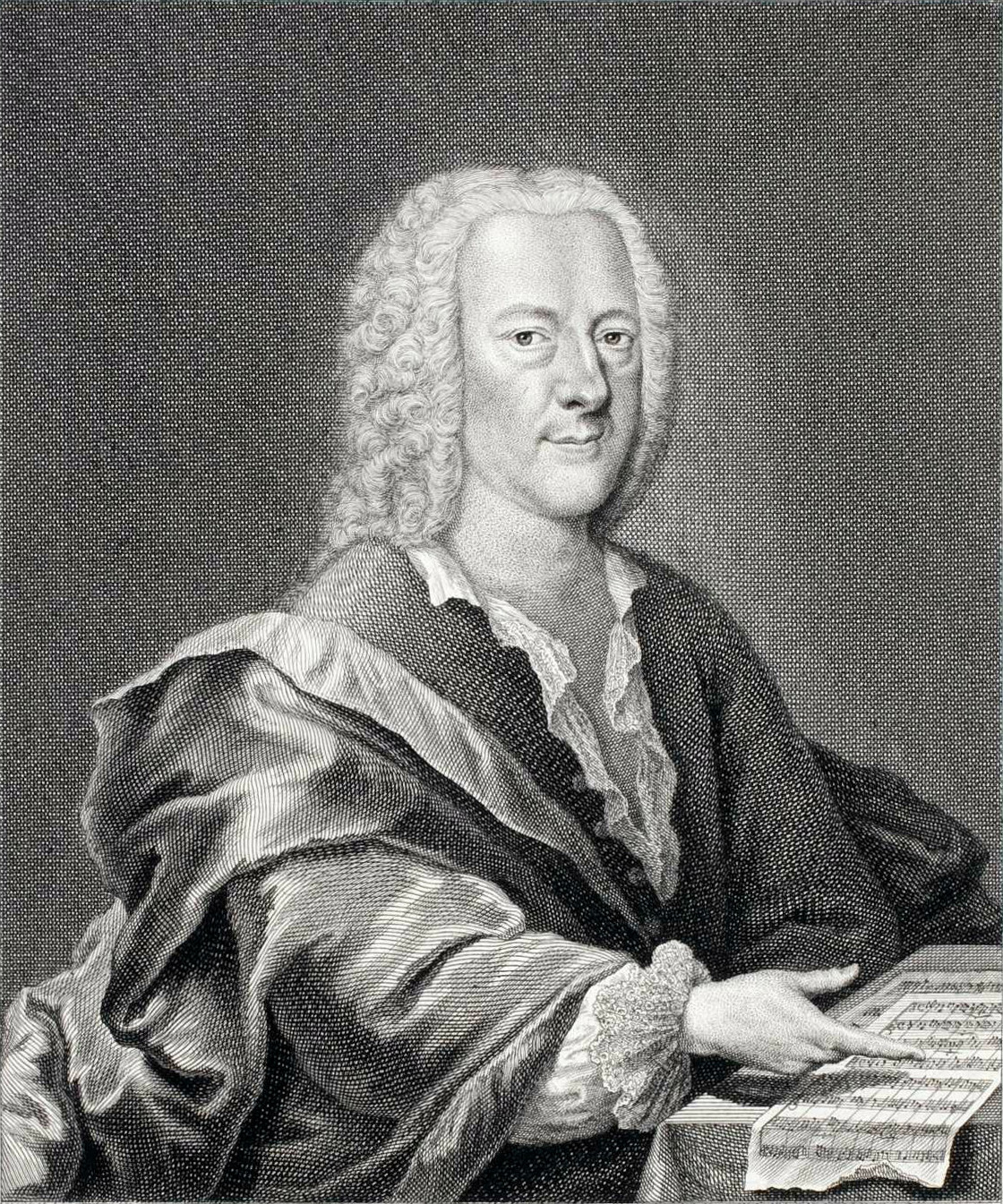
Telemann, sztych Georga Lichtenstegera z 1745 r.

## Spuścizna
Był kompozytorem samoukiem. Przez całe życie utrzymywał się wśród najbardziej postępowych twórców. U współczesnych zyskał uznanie także jako organista i kapelmistrz. Jest uważany za najbardziej płodnego kompozytora wszystkich czasów. Napisał ponad 3000 utworów, często znacznych rozmiarów (wiele z nich zaginęło lub uległo zniszczeniu, zwłaszcza w czasie II wojny światowej), wśród nich: 
- 12 roczników kantat kościelnych;
- 15 mszy;
- 46 pasji;
- 35 oratoriów;
- 50 oper;
- około 1000 suit orkiestrowych;
- koncerty na 1 i wiele instrumentów solowych, wśród nich z niespotykaną u innych kompozytorów obsadą solową;
- utwory klawesynowe i organowe, w tym fantazje i fugi;
- sonaty solowe i triowe;
- muzykę kameralną na przeróżne (też niespotykane) składy.

Kompozytor miał kiedyś stwierdzić, że wie, iż skomponował niektóre dzieła po kilka razy, ale nie był w stanie zapanować nad swą własną gigantyczną spuścizną artystyczną.
Jego muzyka była niezwykle popularna za jego życia i jeszcze przez kilkadziesiąt lat po śmierci. W pierwszych dekadach XIX w. była już wykonywana rzadziej. Ostatnie wykonanie dzieła Telemanna dużych rozmiarów, Der Tod Jesu (śmierć Jezusa), miało miejsce w 1832 r. Ponowne zainteresowanie muzyką Telemanna datuje się na pierwsze dekady XX w., a jego kulminacją było krytyczne wydanie, realizowane przez dom wydawniczy Bärenreiter w latach 50.

## Niektóre dzieła
- Tafelmusik (suity orkiestrowe);
- Pariser Quartette (Kwartety Paryskie);
- Darmstädter Ouvertüren (Uwertury Darmstadzkie);
- Hamburger Ebb und Fluth (Przypływ i odpływ morza w Hamburgu) – uwertura;
- Pimpinone – opera;
- Weinachtsoratorium – oratorium na Boże Narodzenie;
- Die Tageszeiten (Pory dnia) – cykl 4 kantat;
- 12 Metodische Sonaten – sonaty metodyczne na flet (lub skrzypce) i continuo (z autorską bogatą ornamentacją, dodaną do głosu solowego bez ornamentów w częściach wolnych);
- 12 Fantasien fur Violine solo – fantazje na skrzypce solo.

## Posłuchaj
| (audio)                                      | \| (info) \| \| Sonata skrzypcowa Telemanna część I \| \| (info) \| \| Sonata klawesynowa Telemanna TWV 41 - triste \| \| (info) \| \| Sonata e-moll \| \| (info) \| \| Sonata kanoniczna nr. 4 \| \| Problem ze ściągnięciem pliku? Zobacz pomoc. \| |
| (info)                                       | |
| Sonata skrzypcowa Telemanna część I          | |
| (info)                                       | |
| Sonata klawesynowa Telemanna TWV 41 - triste | |
| (info)                                       | |
| Sonata e-moll                                | |
| (info)                                       | |
| Sonata kanoniczna nr. 4                      | |
| Problem ze ściągnięciem pliku? Zobacz pomoc. | |